# تاکشی ساکاموتو
تاکشی ساکاموتو (به ژاپنی: 坂本武 Sakamoto Takeshi)؛ ‏(۲۱ سپتامبر ۱۸۹۹ – ۱۰ مهٔ ۱۹۷۴) بازیگر اهل ژاپن بود. او در بیش از یک صد فیلم از ۱۹۲۶ تا ۱۹۶۵ ظاهر شد.
از فیلم‌ها یا برنامه‌های تلویزیونی که وی در آن نقش داشته است، می‌توان به مسافرخانه‌ای در توکیو، هوس زودگذر و  دوران لذت و اندوه اشاره کرد.